# Echiniscus rosaliae
Echiniscus rosaliae är en djurart som tillhör fylumet trögkrypare, och som beskrevs av Mihelcic 1951. Echiniscus rosaliae ingår i släktet Echiniscus och familjen Echiniscidae. Inga underarter finns listade i Catalogue of Life.